# SD60型柴油机车
SD60型柴油机车是美国易安迪（EMD）于1984年开始推出的干线货运柴油机车产品系列，采用EMD 16-710-G3A型大功率柴油机，机车标称功率3,800马力（2830千瓦），最大运行速度70英里/小时（112公里/小时），轴重33吨。
SD60型柴油机车的研制始于1980年代初，当时EMD的主要竞争对手通用电气向市场推出了3600马力（2700千瓦）的B36-7、C36-7型柴油机车，为了争取市场份额，EMD迅速在SD50型柴油机车基础上研制了SD60型。SD60也是美国第一代采用微机控制的电传动柴油机车。实际运用显示，相比SD50型，SD60型机车拥有更好的可靠性和更低的燃油消耗率。

## 型号
- SD60：采用罩式车体的标准型
- SD60F：采用棚式车体，由加拿大国铁订购使用
- SD60I：采用半罩式半棚式车体
- SD60M：装配了“北美安全司机室”，并应用HTCR高性能径向转向架，采用半罩式半棚式车体，首先由联合太平洋铁路公司订购使用
- SD60MAC：在SD60M基础上研制的交流传动型。

## 参看
- C36-7型柴油机车